# Sayula de Alemán (municipalité)
La municipalité de Sayula de Alemán est l'une des 212 municipalités de l'État de Veracruz, et est située dans la partie sud-est de cet État, au Mexique. Située au sud du golfe du Mexique, dans l'isthme de Tehuantepec, elle est traversée par couloir de communication ferroviaire permettant de relier les océans Atlantique et Pacifique entre eux. Son chef-lieu, Sayula de Alemán, se situe dans la partie nord de son territoire, qui se trouve entre le bassin du fleuve Río Coatzacoalcos, à l'est, et celui du fleuve Río Papaloapan, à l'ouest. Elle fait également partie de la Région Olmeca, qui est l'une des subdivisions administratives de l'État de Veracruz.

## Géographie
Le territoire de la municipalité de Sayula de Alemán s'étend du nord au sud sur la ligne de crête séparant les bassins fluviaux du Río Papaloapan à l'ouest, et du Río Coatzacoalcos à l'est. Elle est arrosée à l'est par des affluents de la rivière San Juan, elle même affluente du Río Papaloapan, et à l'ouest par des affluents de la rivière Río Chiquito, affluente du Río Coatzacoalcos. Son chef-lieu éponyme se trouve dans la partie nord de son territoire, au sud de la ville d'Acayucan. Son territoire couvre une superficie de 662 km2, était peuplé en 2010 de 31 974 habitants, pour une densité de 48,3 habitants par km2.
Elle est limitrophe au nord des municipalités d'Oluta et d'Acayucan, à l'ouest de celle de San Juan Evangelista, au sud de celle de Jesús Carranza et à l'est de celle de Texistepec.

## Composition et démographie
La municipalité était composée en 2010 de 236 localités, dont seules 2 étaient considérées comme urbaines, les autres étant rurales.
| Localité            | Population |
| ------------------- | ---------- |
| Sayula de Alemán    | 13 980     |
| Aguilera            | 3260       |
| Cruz del Milagro    | 2082       |
| Almagres            | 2069       |
| El Juile            | 1195       |
| Reste des localités | 9388       |
| Total population    | 31 974     |

En plus de l'espagnol, plusieurs langues amérindiennes sont parlées dans la municipalité, dont les principales sont par ordre d'importance : la langue "sayulteco", avec plus de 3600 locuteurs, et de manière plus marginale le mixe, le nahuatl et le chinantèque.

## Histoire
En 1831, la localité de San Andrés Zayaltepec acquiert le statut de municipalité. Elle change de nom en 1950 et prend celui de Sayula de Alemán.

## Économie

### Agriculture et élevage
La superficie des parcelles semées représentait, en 2014 une superficie totale de 5781,5 hectares, parmi lesquels 4398 hectares voués à la culture du maïs, 850 hectares voués à la culture du sorgo et 146 hectares à celle du riz.
En 2014, la production de viande par tonnes comprenait 4488,4 tonnes de viande bovine, 244,4 tonnes de viande porcine, 94,4 tonnes de viande ovine, 171,8 tonnes de volailles et 6,6 tonnes de dinde. La superficie vouée à l'élevage représentait alors 53 444 hectares.